# بينيلوبي ليا
بينيلوبي ليا ناشطة مناخية نرويجية أصبحت ثاني أصغر سفيرة لليونيسف في سن 15 عامًا.

## النشاط
ليا من كيلسوس، أوسلو. والدتها مؤلفة كتب أطفال. عندما كانت في الثامنة من عمرها، انضمت ليا إلى Eco-Agents، وهي مجموعة مناخية شبابية. ألقت خطابها الأول في سن التاسعة في معسكر وطني للطبيعة والشباب. انتُخبت عضوة في مجلس إدارة شركة Eco-Agents عندما كانت في الحادية عشرة من عمرها. في الثانية عشرة من عمرها، كانت ليا واحدة من سبعة أشخاص انضموا إلى لجنة المناخ الخاصة بالأطفال، التي أسسها وكلاء البيئة. أصبحت ليا أصغر مرشح لـ Frivillighetsprisen [الإنجليزية] (جائزة التطوع) عام 2018، وهي في الرابعة عشرة. فازت بالجائزة وتبرعت بـ kr 50٬000 ما يعادل (US$6٬000 في 2019) لدعوى قضائية أقيمت بشكل مشترك من قبل Greenpeace و Nature and Youth ضد الحكومة النرويجية بسبب عقودها النفطية. أصبحت ليا في عام 2019 مستشارة مناخية في Knut Storberget وكانت سفيرة للشباب للنرويج في قمة اليونيسف في يوم الطفل العالمي. وفي أكتوبر 2019، أصبحت ليا أول سفيرة مناخ لليونيسف؛ جعلها عمرها 15 عامًا ثاني أصغر سفيرة لليونيسف في التاريخ. كانت خامس سفيرة للنرويج وأول من يعين منذ عام 2007. في مؤتمر الأمم المتحدة لتغير المناخ لعام 2019 (COP25)، كانت ليا واحدة من خمسة نشطاء أطفال تحدثوا في حدث نظمته اليونيسف ومفوضية حقوق الإنسان.

## كتب
- ليا، بينيلوبي (2021). في عالم بعضنا البعض. 11 محادثة حول المناخ والطبيعة والنشاط والسياسة وحقوق الانسان.